# Huvinahalli, Madhugiri
Huvinahalli là một làng thuộc tehsil Madhugiri, huyện Tumkur, bang Karnataka, Ấn Độ.